# Coenonympha neoclides
Coenonympha neoclides är en fjärilsart som beskrevs av Jacob Hübner 1816. Coenonympha neoclides ingår i släktet Coenonympha och familjen praktfjärilar. Inga underarter finns listade i Catalogue of Life.